# منطقة سيناباتي
سيناباتي رمزها «SE» (بالإنجليزية: Senapati)‏ ، هو تقسيم إداري لدولة الهند تتبع ولاية مانيبور (بالإنجليزية: Manipur)‏ ، مركزها هو مدينة سيناباتي (بالإنجليزية: Senapati)‏ عدد سكانها حسب تعداد سنة 2001 هو 379,214 ، مساحتها 3,269 كم² وكثافة السكان 116 لكل كم² .